# Microsoft Small Basic
Microsoft Small Basic es un lenguaje de programación, un intérprete y un IDE asociado. Se trata de una variante simplificada del BASIC de Microsoft, diseñada para ayudar a los estudiantes que han aprendido lenguajes de programación visuales como Scratch a aprender la programación basada en texto. El IDE ofrece un entorno de programación simplificado con funciones como resaltado de sintaxis, completado inteligente de código y acceso a la documentación en el editor.  El lenguaje tiene sólo 14 palabras clave.

## Historia
| v0.1                                                                                | 23 de octubre de 2008   |
| v0.2                                                                                | 17 de diciembre de 2008 |
| v0.3                                                                                | 10 de febrero de 2009   |
| v0.4                                                                                | 14 de abril de 2009     |
| v0.5                                                                                | 16 de junio de 2009     |
| v0.6                                                                                | 19 de agosto de 2009    |
| v0.7                                                                                | 23 de octubre de 2009   |
| v0.8                                                                                | 04 de febrero de 2010   |
| v0.9                                                                                | 11 de junio de 2010     |
| v0.91                                                                               | 17 de noviembre de 2010 |
| v0.95                                                                               | 08 de febrero de 2011   |
| v1.0                                                                                | 12 de julio de 2011     |
| v1.1                                                                                | 27 de marzo de 2015     |
| v1.2                                                                                | 01 de octubre de 2015   |
| Versión antiguaVersión antigua, con soporte técnicoÚltima versiónLanzamiento futuro |                         |

Microsoft anunció Small Basic en octubre de 2008,   y lanzó la primera versión estable para su distribución el 12 de julio de 2011,  en un sitio web de Microsoft Developer Network (MSDN), junto con un programa de enseñanza  y una guía introductoria.  Entre el anuncio y la versión estable, se realizaron varias versiones de la Community Technology Preview (CTP). 
El 27 de marzo de 2015, Microsoft lanzó Small Basic versión 1.1, que corregía un error y actualizaba la versión prevista del Framework .NET de la versión 3.5 a la 4.5, convirtiéndola en la primera versión incompatible con Windows XP.
Microsoft lanzó la versión 1.2 de Small Basic el 1 de octubre de 2015.  La versión 1.2 fue la primera actualización tras un paréntesis de cuatro años para introducir nuevas funciones en Small Basic. La actualización añadía clases para trabajar con los sensores de movimiento Kinect de Microsoft, se ha ampliado el número de idiomas admitidos por el objeto Diccionario incluido y se han corregido algunos errores.
El 19 de febrero de 2019, Microsoft anunció Small Basic Online (SBO). Se trata de un software de código abierto publicado bajo licencia MIT en GitHub.  

## Lenguaje

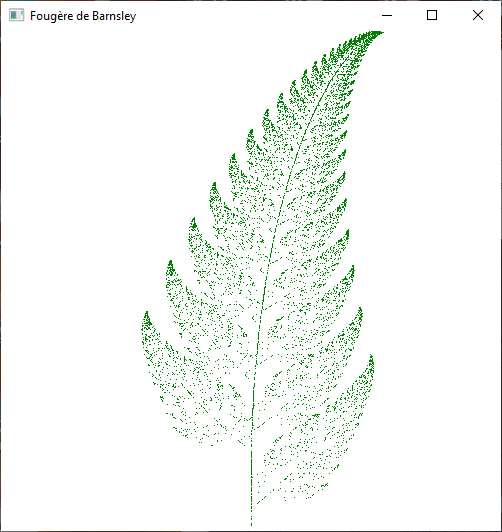
Helecho de Barnsley creado con Small Basic.

En Small Basic, se escribe el programa de ejemplo "¡Hola mundo! de la siguiente manera:
```
TextWindow
.
WriteLine
(
"¡Hola Mundo!"
)

```

 Admite bifurcaciones condicionales, estructuras de bucle y subrutinas para la gestión de eventos. Las variables están débilmente tipadas y son dinámicas, sin reglas de alcance.

### Ejemplo ecuación de segundo grado
Programa para resolver una ecuación de segundo grado:
{\displaystyle Ax^{2}+Bx+C=0\,}
```
TextWindow
.
WriteLine
(
"Resolver una ecuación de segundo grado (ax^2 + bx + c = 0)"
)

TextWindow
.
WriteLine
(
"--------------------------------------------------"
)

' Pedir al usuario los coeficientes a, b y c

TextWindow
.
Write
(
"Ingresa el valor de a: "
)

a
 
=
 
TextWindow
.
ReadNumber
()

TextWindow
.
Write
(
"Ingresa el valor de b: "
)

b
 
=
 
TextWindow
.
ReadNumber
()

TextWindow
.
Write
(
"Ingresa el valor de c: "
)

c
 
=
 
TextWindow
.
ReadNumber
()

TextWindow
.
WriteLine
(
""
)

' Calcular el discriminante (delta)

delta
 
=
 
(
 
Math
.
Power
(
b
,
2
)
 
)
 
-
 
(
4
 
*
 
a
 
*
 
c
)

' Analizar el valor del discriminante para determinar las soluciones

If
 
delta
 
>
 
0
 
Then

  
' Dos soluciones reales y diferentes

  
x1
 
=
 
(
-
b
 
+
 
Math
.
SquareRoot
(
delta
))
 
/
 
(
2
 
*
 
a
)

  
x2
 
=
 
(
-
b
 
-
 
Math
.
SquareRoot
(
delta
))
 
/
 
(
2
 
*
 
a
)

  
TextWindow
.
WriteLine
(
"El discriminante (delta) es mayor que 0."
)

  
TextWindow
.
WriteLine
(
"La ecuación tiene dos soluciones reales y diferentes:"
)

  
TextWindow
.
WriteLine
(
"x1 = "
 
+
 
x1
)

  
TextWindow
.
WriteLine
(
"x2 = "
 
+
 
x2
)

ElseIf
 
delta
 
=
 
0
 
Then

  
' Una solución real (raíces iguales)

  
x
 
=
 
-
b
 
/
 
(
2
 
*
 
a
)

  
TextWindow
.
WriteLine
(
"El discriminante (delta) es igual a 0."
)

  
TextWindow
.
WriteLine
(
"La ecuación tiene una solución real (raíces iguales):"
)

  
TextWindow
.
WriteLine
(
"x = "
 
+
 
x
)

Else

  
' No hay soluciones reales (soluciones complejas)

  
TextWindow
.
WriteLine
(
"El discriminante (delta) es menor que 0."
)

  
TextWindow
.
WriteLine
(
"La ecuación no tiene soluciones reales (tiene soluciones complejas)."
)

EndIf

```

## Librerías

### Librería estándar
La biblioteca estándar Small Basic incluye clases básicas para matemáticas, manejo de cadenas y entrada/salida, así como clases más exóticas que tienen como objetivo hacer que el uso del lenguaje sea más divertido para los estudiantes. Algunos ejemplos de esto incluyen una clase de gráficos Turtle, una clase para recuperar fotos de Flickr y clases para interactuar con los sensores Microsoft Kinect. 

Para que las clases sean más fáciles de usar para los estudiantes, se han simplificado. Esta simplificación se demuestra a través del código utilizado para recuperar una imagen aleatoria con temática de montaña de Flickr:
```
For
 
i
 
=
 
1
 
To
 
10

 
pic
 
=
 
Flickr
.
GetRandomPicture
(
"montañas"
)

 
Desktop
.
SetWallPaper
(
pic
)

 
Program
.
Delay
(
10000
)

EndFor

```

### Librerías de terceros
Small Basic permite el uso de bibliotecas de terceros. Estas librerías deben estar escritas en un lenguaje compatible con CLR y los binarios compilados deben apuntar a un lenguaje compatible. Versión de .NET Framework. Las clases proporcionadas por la librería deben ser estáticas, estar marcadas con un atributo específico y deben utilizar un tipo de datos específico.

A continuación se proporciona un ejemplo de una clase que se utilizará en Small Basic, escrita en C# .
```
[SmallBasicType]

public
 
static
 
class
 
ClaseEjemplo

{

  
public
 
static
 
Primitive
 
Add
(
Primitive
 
A
,
 
Primitive
 
B
)
 
=>
 
A
 
+
 
B
;

  
public
 
static
 
Primitive
 
SomeProperty

  
{

    
get
;

    
set
;

  
}

  
public
 
static
 
Primitive
 
Pi
 
=>
 
(
Primitive
)
3.14159
;

}

```

Si está disponible, el entorno de desarrollo Small Basic mostrará la documentación de las librerías de terceros. El entorno de desarrollo acepta documentación en forma de archivo XML, que puede generarse automáticamente a partir de comentarios del código fuente mediante herramientas como Microsoft Visual Studio y MonoDevelop . 
Entre las librerias desarrolladas por terceros destacan LitDev y Ev3Basic, primera otorga funcionalidades adicionales, mientras la segunda permite integración Set de Lego mindstorms EV3.

## Implementaciones
- Small Basic Desktop, esta es la aplicación de escritorio para Windows que se encuentra en la versión 1.2 de 2015.[29]
- Small Basic Online (SBO), es la versión online de Small Basic que nació en 2019.[22][29]

## Versiones Derivadas
Se han realizado versiones derivadas o forks como Small Visual Basic (sVB), versión que aumenta las palabras clave de 14 a 30, este ha desarrollado por Mohammad Hamdy, la cual también deriva una versión en árabe llamada Sahla.